# Spaghetti

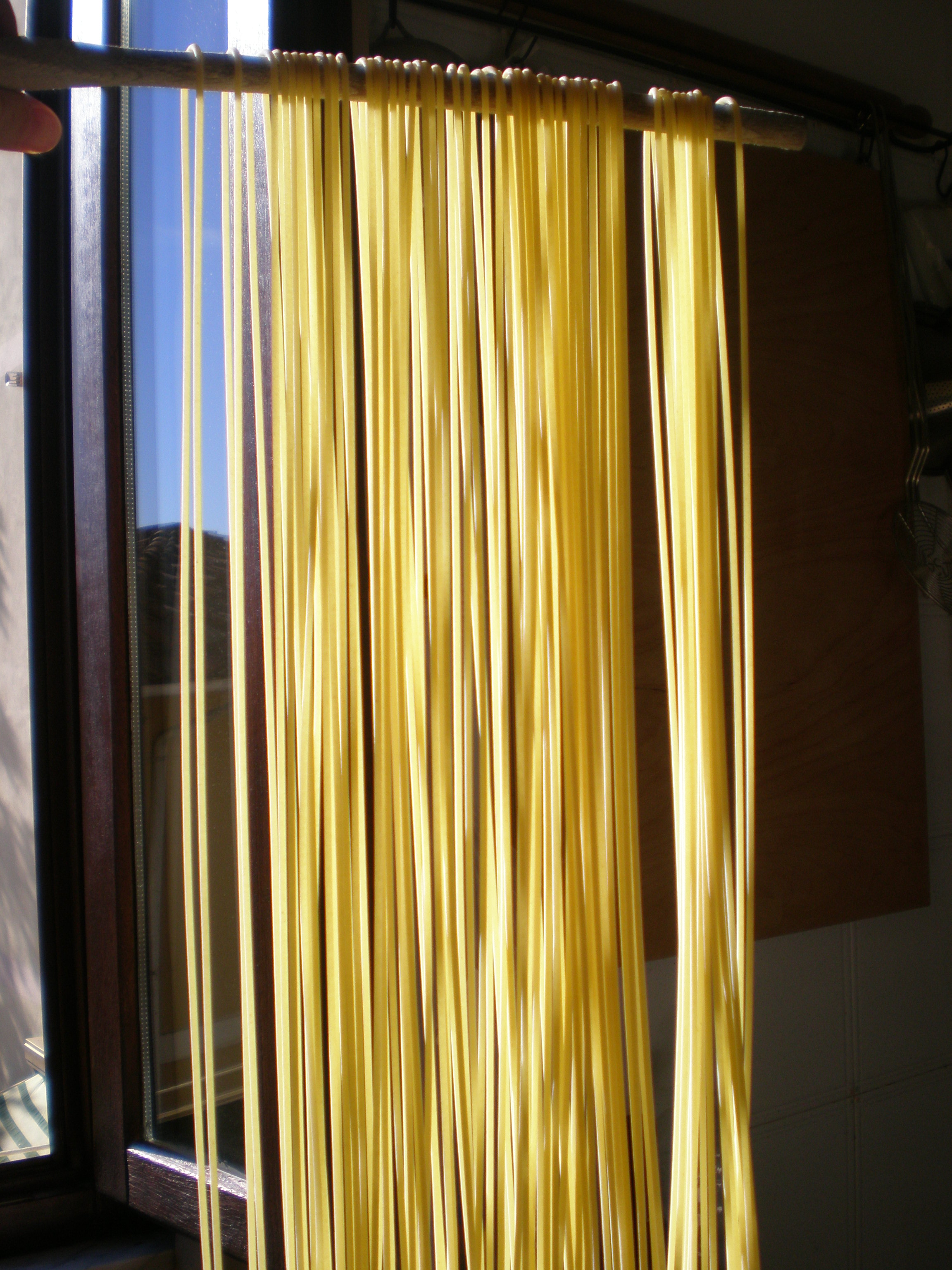
Spaghetti

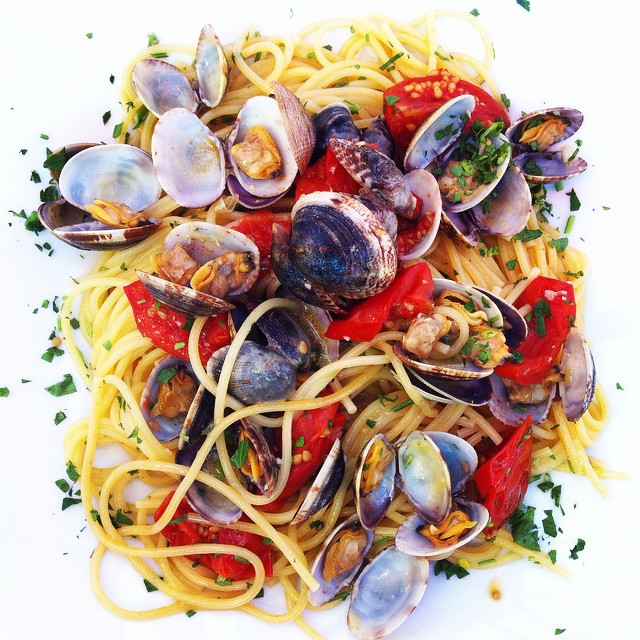
Spaghetti alle vongole

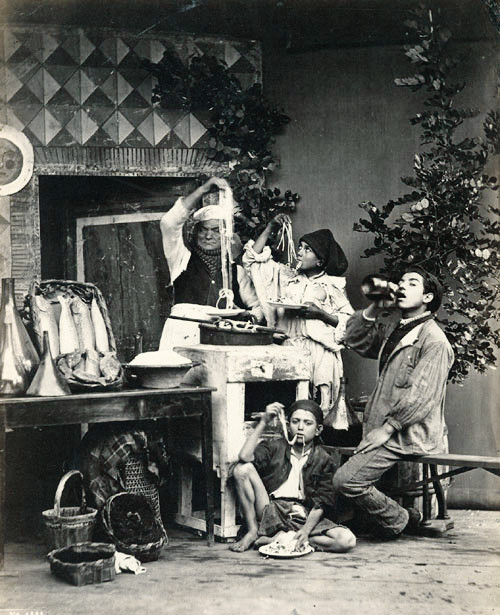
Spaghettiesser, Genrephotographie aus Neapel, vor 1886

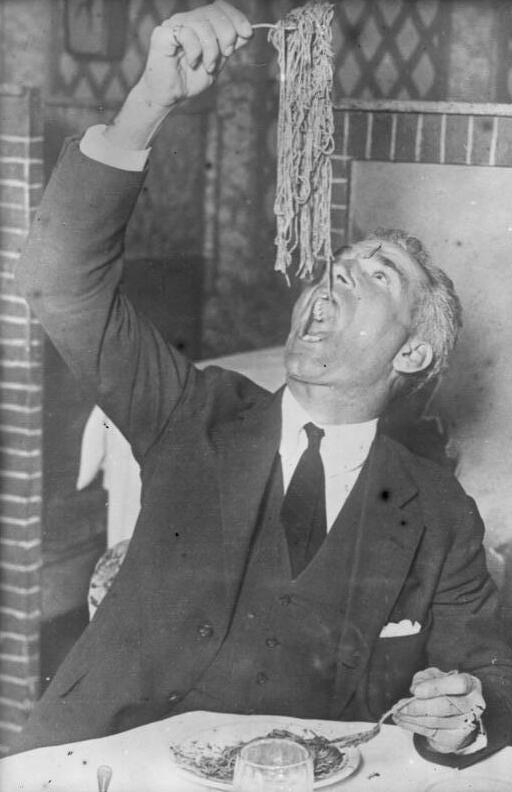
Spaghettiesser (1931)

Spaghetti (von 1996 bis 2024 auch in der eingedeutschten Schreibweise Spagetti), italienische Aussprache [spa'ɡetːi], sind etwa 25 cm lange Nudeln aus Hartweizengrieß mit rundem Querschnitt und (gekocht) etwa zwei Millimetern Durchmesser.
Spaghetti bedeutet auf Italienisch „Schnürchen“ (spaghetto = Diminutiv von spago, „Schnur“). Besonders dicke Spaghetti werden Spaghettoni genannt, besonders dünne Spaghettini. Noch dünner als Spaghettini sind Capellini.
In Deutschland werden Spaghetti auch unter Zusatz von Eiern als Eierteigwaren angeboten. Spaghetti gelten außerhalb Italiens als sogenannte „schwierige Speise“ in Bezug auf die Einhaltung der Tischsitten.

## Bekannte Spaghetti-Gerichte
- Spaghetti aglio e olio – mit Knoblauch und Olivenöl
- Spaghetti cacio e pepe – mit Pecorino und Pfeffer (Rom)
- Spaghetti all’amatriciana – mit Guanciale, Tomaten, Pecorino, Peperoncini (Chilischoten) und Olivenöl
- Spaghetti all’assassina – gebraten in Tomatensauce, Chiliflocken, Knoblauch und Olivenöl
- Spaghetti alla carbonara – mit Speck, Ei und Käse
- Spaghetti alla puttanesca – mit würziger Tomatensauce mit Sardellen, Peperoni, Oliven und Kapern
- Spaghetti alla gricia – mit gebratenem Speck (Guanciale oder Lardo) und Pecorino-Käse
- Spaghetti alle vongole – mit Venusmuscheln
- Spaghetti alla napoletana – mit Tomatensauce
- Spaghetti mit Ragù alla bolognese werden im deutschsprachigen Raum auch als „Spaghetti Bolognese“ bezeichnet. In Italien wird Bologneser Ragù jedoch mit Tagliatelle angerichtet („Tagliatelle al ragù“). Spaghetti al ragù ist dennoch insbesondere in Mittel- und Süditalien ein beliebtes Gericht; die Zubereitung der dafür verwendeten Hackfleischsauce richtet sich nach dortigen regionalen Gepflogenheiten. So wird oft Pecorino statt Parmesan dazugegeben, die Sauce enthält nie Milch, und ihr Aroma ist oft stärker vom Geschmack der Tomaten bestimmt.

## Bruchverhalten
Ein lange ungelöstes physikalisches Rätsel um die Spaghetti war die Tatsache, dass trockene Spaghetti beim Biegen für gewöhnlich nicht in zwei Stücke zerbrechen, wie es die klassische Festigkeitslehre (Elastostatik) vermuten lässt, sondern in mehrere Teile. Audoly und Neukirch zeigten 2004 eine Erklärung des Phänomens über Biegewellen auf,
die von den „Kirchhoff-Gleichungen der Elastizitätstheorie“ ausgeht.
Ein trockener Spaghetto wird hierbei als unendlich dünner elastischer Stab idealisiert, wie ihn der Physiker Gustav Robert Kirchhoff in einem 1859 veröffentlichten Aufsatz beschrieb.
Ein wichtiger Werkstoffparameter in diesem Falle ist der Elastizitätsmodul (Biegemodul). Spaghetti haben bei 100 % Hartweizengrießanteil im trockenen Zustand und einer Luftfeuchtigkeit von 50 % einen Elastizitätsmodul von 4,3 kN/mm2.
Um trotzdem beim Bruch zwei Teile zu erhalten, kann man die Spaghetti verdrehen und es entsteht eine Torsion. Beim Bruch wird dann zusätzliche Energie mit der Auflösung der Verdrehung verbraucht, welche dann einen zweiten Bruch der Spaghetti verhindert.
Man kann einen trockenen Spaghetto mit der Dichte ρ = 1,5 ± 0,1 g/cm3, dem E-Modul E = 3,8 ± 0,3 GPa, dem Schubmodul G = 1,5 ± 0,2 GPa und der Poissonzahl ν = 0,3 ± 0,1 beschreiben.